# Roy Stolk
Roy Stolk (* 11. Januar 1979 in Leiden) ist ein niederländischer Snookerspieler aus Zeist. In der Saison 2006/07 spielte er als Profi auf der Snooker Main Tour.

## Karriere
Roy Stolk ist einer der erfolgreichsten Snookerspieler aus den Niederlanden. Mit 20 Jahren gewann er erstmals die nationale Meisterschaft. Zuvor war er bei der U21-Weltmeisterschaft in Malta bis ins Halbfinale gekommen. Bei den internationalen Meisterschaften erreichte er in den folgenden Jahren meist das Hauptturnier. 2001 gewann er seinen zweiten nationalen Titel. 2003 versuchte er dann, sich über die Challenge Tour für das Profisnooker zu qualifizieren. Allerdings verlor er ausnahmslos alle Auftaktmatches. Als er auch bei der nachfolgenden  PIOS-Tour die ersten beiden Turniere bereits in der ersten Runde beendet hatte, gab er diesen Zugang auf. Bei den Dutch Open, einem Turnier in seiner Heimat mit Beteiligung von Profispielern, besiegte er 2004 mit Stefan Mazrocis einen Profispieler, auch wenn er danach im Viertelfinale ausschied.
Bei der Europameisterschaft 2006 erreichte Stolk das Achtelfinale und verlor gegen den späteren Sieger Alex Borg. Parallel zum Turnier wurde erstmals ein Play-off-Turnier ausgetragen, bei dem sich Amateure, die nicht von den britischen Inseln stammten, für die Main Tour qualifizieren konnten. Er erreichte das Finale und besiegte den Schweizer Douglas Hogan mit 4:2. Damit war er in der Saison 2006/07 bei den Profiturnieren startberechtigt. Allerdings verlor er so gut wie alle Matches. Nur in der Gruppenphase des Grand Prix gelang ihm ein 3:0-Sieg über Andrew Higginson. Bei der UK Championship verlor er ganz knapp mit 8:9 gegen Ian Preece. Bei der Weltmeisterschaft musste er ein Vorqualifikationsspiel gegen den Amateur Philip Seaton austragen, das er 10:7 gewann. Gegen Tian Pengfei verlor er aber das Erstrundenspiel mit 2:10. Damit belegte er den letzten Platz in der Weltrangliste und verlor seinen Profistatus wieder.
Danach machte sich der Niederländer international erst einmal rar. 2010 kehrte er aber noch einmal erfolgreich zurück. Nachdem er seinen dritten nationalen Titel gewonnen hatte, erreichte er bei der Europameisterschaft das Finale. Er verlor gegen Luca Brecel mit 4:7. Daneben versuchte er ein weiteres Mal über die International Play-offs auf die Profitour zu kommen. Auch da erreichte er das Finale und verlor knapp mit 4:5 gegen den langjährigen Profi Tony Drago.
In den folgenden Jahren stand er dreimal im Finale der nationalen Meisterschaft und gewann einmal den Titel. Er gewann regelmäßig nationale Ranglistenturniere und nahm an einigen für Amateure offenen Turnieren der Players Tour Championship teil. Beim Paul Hunter Classic 2010 erreichte er die Hauptrunde. Bei der Europameisterschaft 2013 erreichte er das Halbfinale. Er nahm  auch an deutschen Ranglistenturnieren teil und gewann 2015 und 2016 zwei Grand-Prix-Turniere gegen Robin Otto bzw. Simon Lichtenberg. In der Saison 2017/18 schloss er sich dem SC 147 Essen in der deutschen Snookerbundesliga an.

## Erfolge
Amateurturniere:
- Europameisterschaft: Finale 2010, Halbfinale 2013
- Niederländischer Meister: Männer (1999, 2001, 2010, 2011, 2018), Doppel (2002, 2009, 2015), 6-Red (2015)